# 克克尼亞區
克克尼亞區（西班牙語：Distrito de Quequeña），是秘魯的一個區，位於該國南部阿雷基帕大區的阿雷基帕省，面積34.93平方公里，海拔高度2,550米，2005年人口774，人口密度每平方公里22人。